# Tord mosquiter cua-roig
El tord mosquiter cua-roig (Neocossyphus rufus) és un ocell de la família dels túrdids (Turdidae).

## Hàbitat i distribució
Viu entre la malesa del bosc a les terres baixes del sud de Camerun, Guinea Equatorial, el Gabon, República del Congo, nord i nord-est de la República Democràtica del Congo, sud de Somàlia, oest d'Uganda, sud-est de Kenya, nord-est de Tanzània i l'illa de Zanzíbar.